# Герреро, Хосе Даниэль
Хосе Даниэль Октавио Герреро Родригес (исп. José Daniel Octavio Guerrero Rodríguez; родился 18 ноября 1987 года, Гвадалахара, Мексика) — мексиканский футболист, полузащитник клуба «Пуэбла» и сборной Мексики.

## Клубная карьера
Герреро — воспитанник клуба «Атланте». 9 сентября 2006 года в матче против «Атласа» он дебютировал за команду в мексиканской Примере. В 2007 году Хосе Даниэль стал чемпионом Мексики, а через год завоевал кубок чемпионов КОНКАКАФ. 25 января 2009 года в поединке против «Монаркас Морелия» Герреро забил свой первый гол за клуб из Канкуна. За «Атланте» Хосе Даниэль провёл более 200 матчей.
Летом 2014 года Герреро перешёл в столичную «Америку». 20 июля в матче против «Леона» он дебютировал за новый клуб. В 2014 году Хосе Даниэль во второй раз стал чемпионом Мексики. 5 марта 2015 года в поединке лиги чемпионов КОНКАКАФ коста-риканского против «Саприссы» он забил свой первый гол за команду из Мехико. В апреле Герреро выиграл Лигу чемпионов КОНКАКАФ во второй раз. В 2016 году он во второй раз подряд стал победителем Лиги чемпионов КОНКАКАФ. 1 мая в поединке против «Монтеррея» Хосе забил свой первый гол за «Америку» в чемпионате.
Летом 2017 года Герреро на правах аренды перешёл в «Пуэблу». 23 июля в матче против УАНЛ Тигрес он дебютировал за новый клуб.

## Международная карьера
В 2007 году Герреро принял участие в молодёжном чемпионате мира в Канаде.
9 сентября того же года в товарищеском матче против сборной Панамы Хосе Даниэль дебютировал за сборную Мексики.

## Достижения
Командные
 «Атланте»
- Чемпионат Мексики по футболу — Апертура 2007
- Обладатель Кубка чемпионов КОНКАКАФ — 2008/2009

 «Америка»
- Чемпионат Мексики по футболу — Апертура 2014
- Обладатель Кубка чемпионов КОНКАКАФ — 2014/2015
- Обладатель Кубка чемпионов КОНКАКАФ — 2015/2016